# Prundeni (gmina)
Prundeni – gmina w Rumunii, w okręgu Vâlcea. Obejmuje miejscowości Bărbuceni, Călina, Prundeni i Zăvideni. W 2011 roku liczyła 3990 mieszkańców.